# Hamish Wilson (Schauspieler)
Hamish Wilson (* 13. Dezember 1942 in Glasgow; † 26. März 2020 in Rutherglen, Schottland) war ein britischer Schauspieler und Radioproduzent.

## Leben
Hamish Wilson studierte Schauspiel am Royal Conservatoire of Scotland. Er spielte ab Ende der 1950er Jahre bis Anfang der 1970er Jahre vereinzelt Nebenrollen in einigen Fernsehserien, darunter This Man Craig und Die Männer von Cumberland. Seine bekannteste Darstellung war die des Jamie McCrimmon in der Fernsehserie Doctor Who. Er ersetzte dabei den eigentlichen Schauspieler Frazer Hines für zwei Folgen, da dieser sich mit Windpocken angesteckt hatte. Einen weiteren Auftritt im Doctor-Who-Universum hatte er 2013 als Dr. J.M Hiller in dem Fernsehfilm Doctor Who: Besieged.
Während er sein erstes Angebot für Doctor Who erhielt, hielt sich Wilson mit Gelegenheitsjobs über Wasser und arbeitete als Umzugshelfer. Er selbst konnte sich nie als Schauspieler etablieren und davon leben. Ab Anfang der 1970er fand er eine Anstellung als Radioproduzent bei Radio Forth und Radio Clyde. Im Jahr 1989 wechselte er zu BBC Radio Scotland und wurde später auch Produzent bei BBC Radio 3 und BBC Radio 4.
Er starb am 26. März 2020 im Alter von 77 Jahren während der COVID-19-Pandemie im Vereinigten Königreich an den Folgen der COVID-19-Erkrankung.

## Filmografie (Auswahl)
- 1961: Greyfriars Bobby
- 1966: This Man Craig (Fernsehserie, drei Folgen)
- 1968: Doctor Who (Fernsehserie, zwei Folgen)
- 1969: Die Männer von Cumberland (The Borderers, Fernsehserie, eine Folge)
- 2013: Doctor Who: Besieged